# ロイヤル・アクアリウム

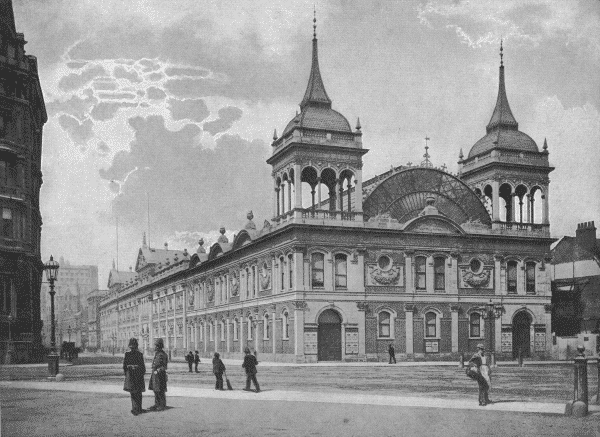
The Royal Aquarium and Winter Garden, 1876

ロイヤル・アクアリウム（The Royal Aquarium and Winter Garden）は、19世紀終わりのロンドンにあった娯楽施設である。1876年に作られ、1903年に経営難により廃止された。ロンドン・ウェストミンスターの ウェストミンスター寺院のすぐ西に位置していた。現在、この場所には メソジスト・セントラル・ホール(Methodist Central Hall Westminster)が建てられている。

## 概要
1876年に1月22日に開館した。美術展や音楽会、演劇などの知的な娯楽を提供しようとした施設で、「アクアリウム」の名の由来の珍しい海水魚などを展示する13の大きな水槽も作られていた。メインホールは50mの幅、104mの長さで、ガラスと鉄骨で作られた屋根を持ち、椰子が飾られ、噴水や彫刻で装飾されていた。400人の楽員が入れる楽団席もあった。メインホールの周りには、食事や喫煙、読書をする場所や、アート・ギャラリー、スケートリンクや劇場も作られた。水槽に、淡水や海水を供給する高価なシステムも作られていたが、すぐに問題が生じ、水槽には生きた魚は展示されなくなった。1877年には、鯨の剥製が飾られた。水槽は1880年には有名な女性スイマーのアグネス・ベックウィズ(Agnes Beckwith)が連続水泳記録に挑む泳ぎを見せるショーや飛び込み競技などに使われたりした。その後もビリヤードの大会や演奏会などのイベント会場として用いられた。ロイヤル・アクアリウムで開かれたイベントの中には、ドイツの探検家によって、生きたままヨーロッパに連れてこられた子供のゴリラのム・プングの展示や、有名な曲芸師のグレート・ファリーニ（Great Farini、本名William Leonard Hunt）が若い女性をの打ち出した人間大砲などのアトラクションが行われた。
1890年代には、売春目的の女性が集まる場所として知られるようになり、殺人未遂事件なども発生した。1903年にウェスリアン・メソジスト教会に売却され、メソジスト・セントラル・ホールが1911年に建設された。

## イベントのポスター他
- ベックウィズのショー